# スターニョ・ロンバルド
スターニョ・ロンバルド（伊: Stagno Lombardo）は、イタリア共和国ロンバルディア州クレモナ県にある、人口約1,400人の基礎自治体（コムーネ）。

## 地理

### 位置・広がり

#### 隣接コムーネ
隣接するコムーネは以下の通り。括弧内のPCはピアチェンツァ県、PRはパルマ県所属を示す。
- ボネメルセ
- カステルヴェトロ・ピアチェンティーノ (PC)
- クレモーナ
- ジェッレ・デ・カプリオーリ
- ピエーヴェ・ドルミ、
- ポレージネ・ジベッロ (PR)
- ヴィッラノーヴァ・スッラルダ (PC)

### 気候分類・地震分類
気候分類では、zona E, 2389 GGに分類される。
また、イタリアの地震リスク階級 (it) では、zona 3 (sismicità bassa) に分類される。

## 行政

### 分離集落
スターニョ・ロンバルドには、以下の分離集落（フラツィオーネ）がある。
- Brancere, Forcello, Straconcolo, Cantone, Gerre del Pesce, Porto Polesine